# Belgrano (Buenos Aires)
Belgrano é um bairro nobre da cidade argentina de Buenos Aires, seu nome é uma homenagem ao General Belgrano.
Também é um clube disputante do campeonato argentino de futebol, cuja sede é neste bairro. Em Belgrano situa-se também a sede do River Plate, um dos mais tradicionais clubes do país, embora o nome popular do estádio do River seja Monumental de Núñez - Núñez é um bairro vizinho.